# Неоптолем

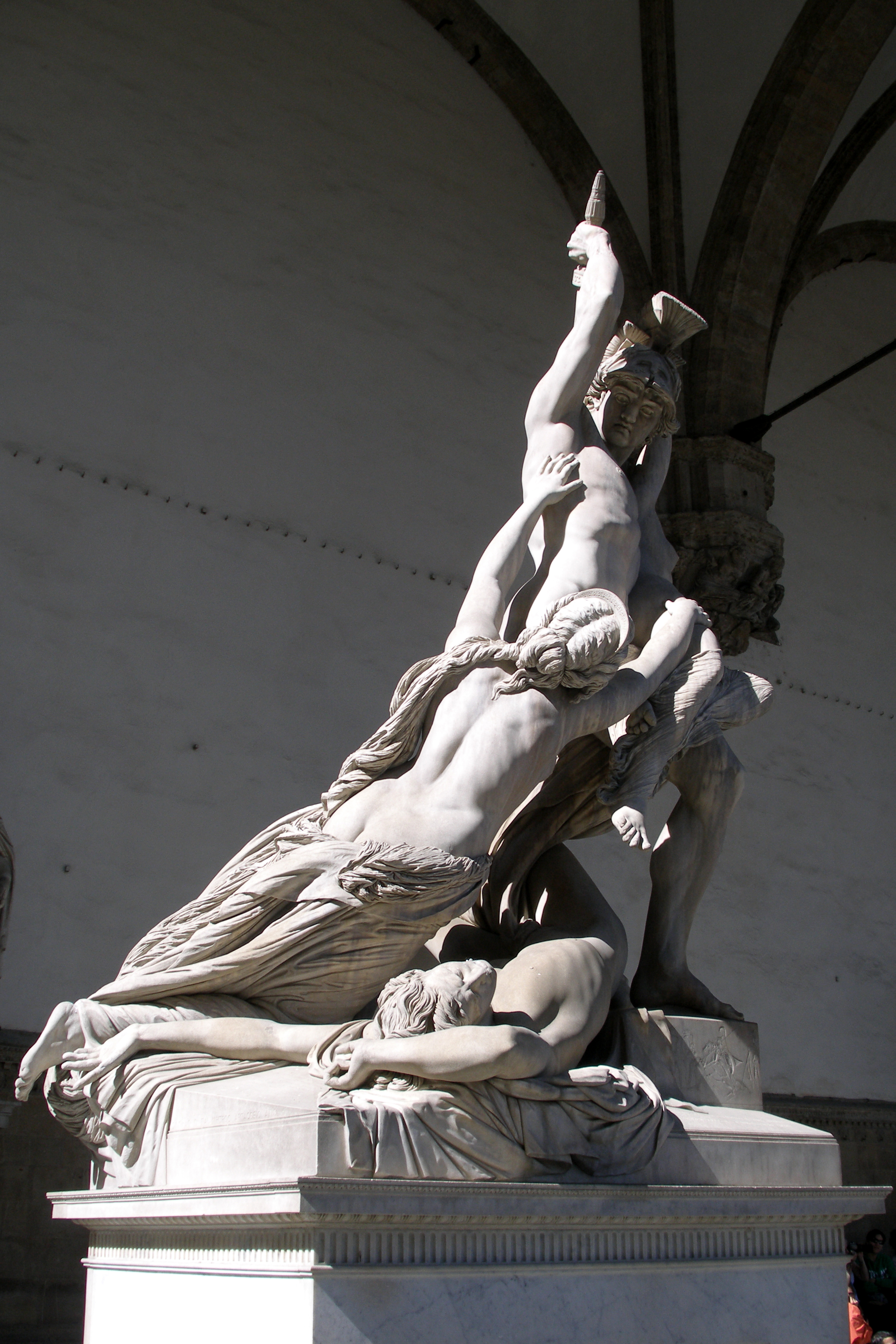
Убийство Поликсены

Неоптоле́м (др.-греч. Νεοπτόλεμος «небывало воюющий»; другое имя — Пирр, Πύρρος, «рыжий») — персонаж древнегреческой мифологии, сын Ахилла. Сыграл важную роль в Троянской войне. Считался предком царей Эпира.

## Происхождение
Неоптолем был сыном Ахилла — героя из рода Эакидов, царя мирмидонян, по отцу приходившегося правнуком Зевсу, а по матери — внуком морскому богу Нерею. Накануне Троянской войны мать Ахилла Фетида спрятала сына на острове Скирос, у царя Ликомеда. Дочь Ликомеда Деидамия уже после того, как Ахилл уплыл под Трою, родила от него сына. Согласно «Киприям», мальчик получил от своего деда имя Пирр («рыжий»), а от Феникса — Неоптолем («юный воитель»).

## Биография
Был воспитан у своего деда на Скиросе, но после того как предсказатель Гелен объявил, что Троя без Неоптолема и Филоктета не может быть завоёвана, Одиссей и Феникс привезли его в греческий лагерь.
Он обладал даром слова, уступая лишь Одиссею и Нестору, и был отважным бойцом. Сразив Телефова сына Еврипила, он от радости выдумал особый вид пляски, названный по его имени др.-греч. Πυρρίχη. Согласно Гигину, всего убил 6 воинов.
В числе других воинов был спрятан внутрь троянского коня. При этом показал большое мужество: в то время, как остальные эллины взбирались в чрево коня со слезами и страхом, он сохранял полное присутствие духа и при взятии Трои вёл себя храбро.
Убил Приама у очага Зевса Геркея. Изображён на картине Полигнота в Дельфах при взятии Трои убивающим Эласа и Астиноя. После взятия Трои при разделе добычи получил Андромаху.
Когда эллины отплывали из-под Трои, Фетида убедила его подождать два дня и принести жертву. Проведя два дня на Тенедосе, он отправился по суше к молоссам вместе с Геленом, которому дал в жены Деидамию. В Маронее встретил Одиссея. Потеряв во время троянской войны отцовское царство, он направился в Эпир, жители которого были названы по его имени «пирридами» или «эпиротами».
Одержав победу над молоссами, он стал царём. От Андромахи у него родился сын Молосс. После смерти Пелея Неоптолем унаследовал царскую власть. В соответствии с предсказаниями Гелена он поселился в Эпире. Детей от Гермионы у него не было, а от Андромахи — Молосс, Пиел и Пергам (либо Амфиал). Также от Ланассы, дочери гераклида Клеодая родился сын Пирр, родоначальник династии эпирских царей — Пирридов.
По некоторым вариантам мифа, был судьёй в споре Одиссея и родственников женихов, в результате чего он осудил Одиссея на изгнание, надеясь, что ему достанется Кефалления. Есть версия, что он сжёг храм Аполлона около Сикиона.
Согласно другим сказаниям, Неоптолем плыл со Скироса для брака с Гермионой, дочерью царя Спарты Менелая и Елены, и остановился у реки в Лаконике, названной Скирас. Когда он ехал в Спарту, нереиды вышли из моря на участок близ Кардамилы, чтобы посмотреть на него.
Браком Неоптолема с Гермионой, с которой он был помолвлен в Трое, объясняется враждебное отношение Неоптолема к Оресту, которому также была обещана Гермиона; вскоре после своей свадьбы он был убит Орестом в Дельфах. Либо он был убит Орестом во Фтии у алтаря Ахилла.
По другой версии, Неоптолем пришёл в Дельфы и требовал от Аполлона искупления за смерть Ахилла, пытался поджечь храм, но был убит фокейцем Махереем. По Трифиодору, убит жертвенным ножом жреца в споре за жертвенное мясо, либо убит толпой дельфийцев. Либо Пифия велела его убить дельфийцам. В этом видели возмездие за беззаконный поступок Неоптолема, который при взятии Трои убил Приама у алтаря Зевса. После смерти Неоптолем был почитаем как герой; ежегодно ему приносились жертвы.

## Традиция
Жертвенник, где он был убит жрецом, и его могилу показывали в Дельфах. Кости Неоптолема были рассеяны по Амбракии.
По легенде, явился на помощь Дельфам во время вторжения кельтов (279 г. до н. э.), после чего в Дельфах стали приносить жертвы Пирру. От Неоптолема до Фарипа, царя Эпира, 15 мужских поколений.
Действующее лицо трагедий Софокла «Скиросцы» (фр. 553—557 Радт), «Филоктет», «Еврипил», Еврипида «Скиросцы», трагедий Никомаха, Мимнерма, неизвестного автора и Акция «Неоптолем», Сенеки «Троянки».
Как выдающийся персонаж героических сказаний, Неоптолем фигурировал в нескольких трагедиях; так, Софокл упоминал его в пьесе, озаглавленной «Δόλοπες ή ψοϊνιξ» (трагедия, которую переделал Акций) и в дошедшем до нас «Филоктете»; его фигурой интересовались также живописцы.